# Крест крестоносцев

Крест ордена Гроба Господня

Иерусалимский Крест

Крест крестоносцев представляет собой пять золотых крестов на серебряном фоне. Считается, что крест был взят в качестве герба норманнским завоевателем Годфридом Бульонским. После освобождения Иерусалима от власти мусульман (1099, Первый крестовый поход) Годфрид Бульонский, став правителем Иерусалима, по его словам, «не мог принять золотой венец там, где Христос принял венец терновый», отказался от королевского достоинства и принял титул «Хранитель и Защитник Гроба Господня». Однако в реальности изображённый крест — это «Крест Иерусалима» («Иерусалимский Крест»). «Крест крестоносцев» — это чаще всего красный (алый) равносторонний или же с более длинной вертикальной частью и более короткой поперечной) прямой крест на белом или любом ином фоне, который был отличительным знаком участника Крестовых походов.
Есть мнение, что именно от таких «нашивок крестоносцев», которые носили и которыми гордились воины, вернувшиеся с Востока, идёт традиция европейских наградных орденов, многие из которых также имеют форму крестов.
Модифицированный крест красного цвета является символом ордена Гроба Господня, а также иных духовных и военно-монашеских орденов, в частности Ордена Храма Соломонова (тамплиеров).
Крест крестоносцев (или иерусалимский крест) часто используется на покрывалах на алтаре. Большой крест — символ Христа, четыре маленьких — символ 4-х Апостолов, авторов четырёх Евангелий, распространяющих учение на все четыре стороны света. Иерусалимский крест также использовался в качестве герба Киликийской Армении и флага Армянского Хаченского княжества, а с 2004 года иерусалимский крест изображён на флаге Грузии.
Пять крестов, соединённых в один символ, могут символизировать раны Христа, которые он получил во время Распятия.
Также Иерусалимский Крест может символизировать обретённые в Св. Земле (Палестине и сопредельных странах) христианские реликвии — 4 гвоздя, которыми было прибито Тело Христа и сам Крест Распятия (по крайней мере, именно такое значение вкладывалось в Иерусалимский Крест в период до Крестовых походов).

Герб Левона VI, короля Киликийской Армении

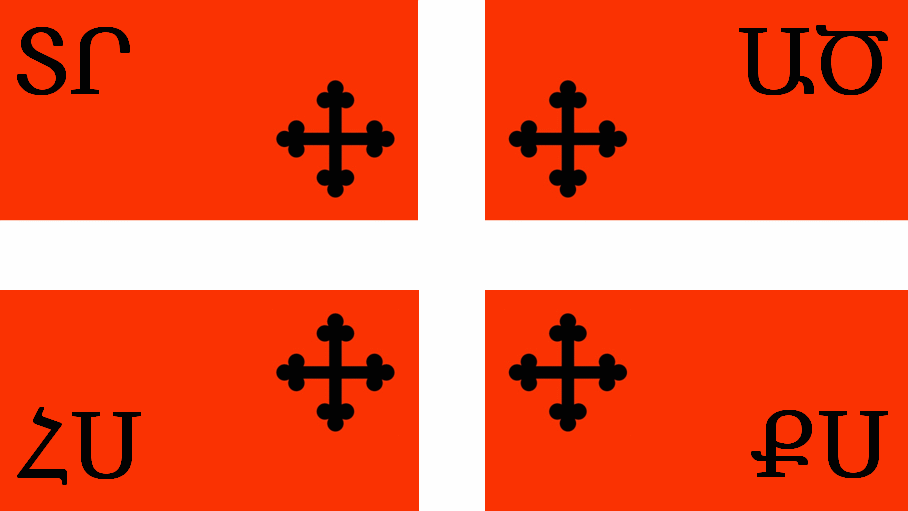
Флаг армянского княжества Хачен и армянской провинции Арцах в период правления Великого Князя Гасана Джалала Вахтангяна (1214—1261)

Флаг Грузии

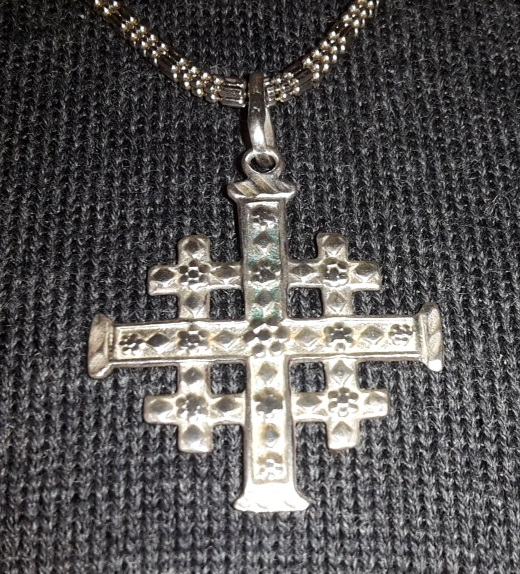
нательный крест паломника